# Kurbat Ivanov
Kurbat Afanasyevich Ivanov (en ruso: Курбат Афанасьевич Иванов, (? – 1666/7) fue uno de los más grandes exploradores cosacos de Siberia, siendo el primer ruso en descubrir el gran lago Baikal y en crear el primer mapa del Lejano Oriente ruso. También se le atribuye la creación del primer mapa de Chukotka y el estrecho de Bering, el primer mapa que mostró (muy esquemáticamente) la aún por descubrir isla de Wrangel, ambas islas Diomedes y Alaska.

## Biografía

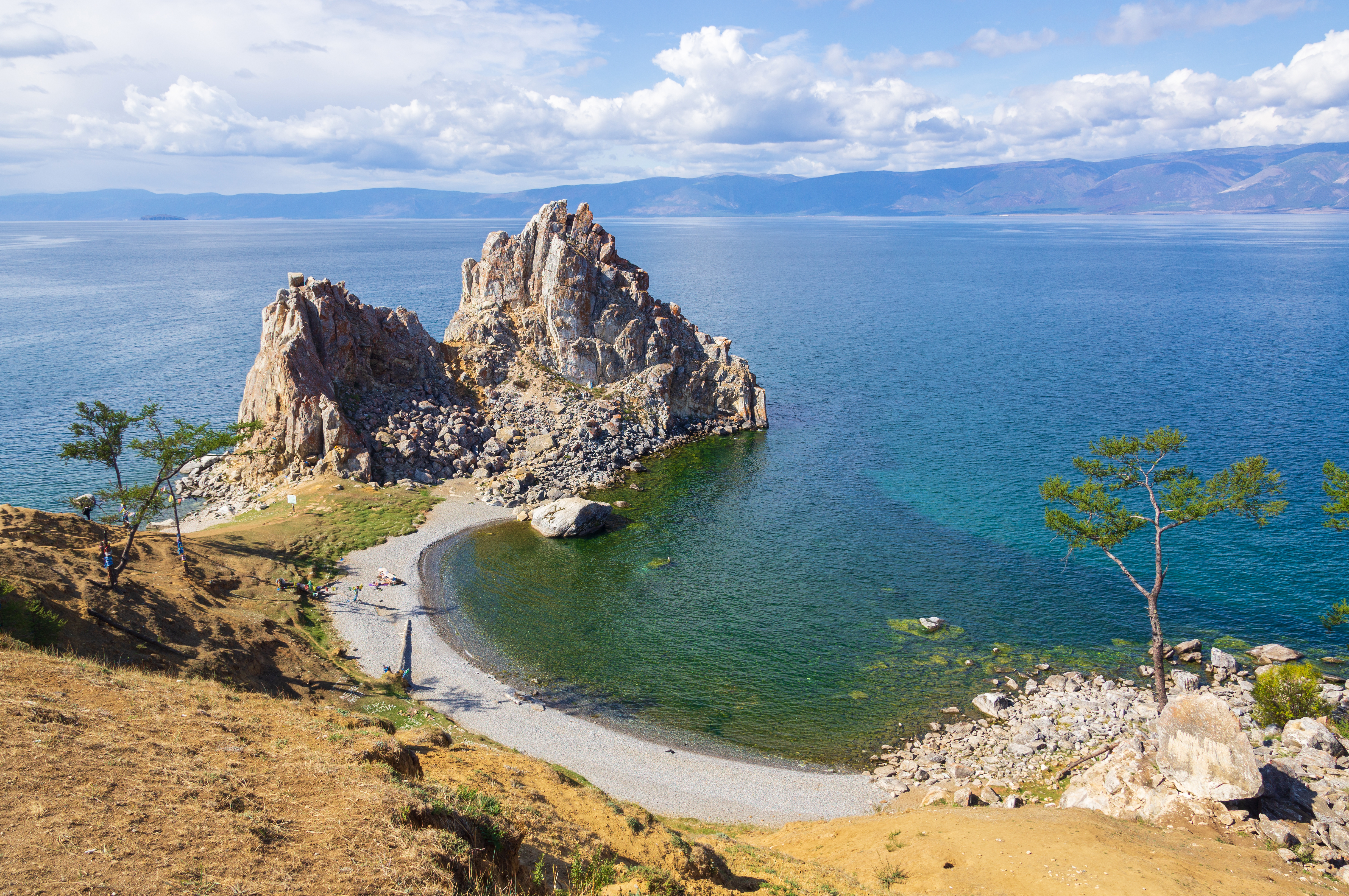
Shaman - Piedra de la isla de Oljón en el lago Baikal, el principal descubrimiento de Ivanov

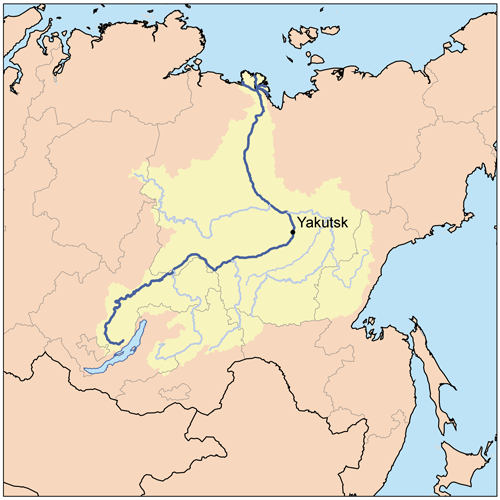
Mapa de la cuenca del río Lena y el lago Baikal, la región explorada por Ivanov

Kurbat Ivanov era un cosaco yeniseyano de Tobolsk. En 1642 hizo el primer mapa del Lejano Oriente de Rusia, basándose en las exploraciones de Iván Moskvitin.
Ivanov llegó al ostrog de Verkholensky, en el río Lena, y tomando 74 hombres con él, partió el 21 de junio de 1643 navegando hacia el sur por el río, decidido a averiguar si los rumores sobre la existencia de una gran masa de agua existente al sur del Lena eran ciertos. Se llevó consigo a un príncipe tungus, Mozheul, para que le ayudase a encontrar el camino. A través de la parte superior del Lena y de su afluente Ilikta llegaron a las cordillera Primorsky, que cruzaron a pie, y por el río Sarma descendieron luego hasta el lago Baikal cerca de la isla de Oljón el 2 de julio. Después de construir barcos nuevos, Ivanov, navegó a dicha isla.
Ivanov, envió 36 hombres al mando de Semyon Skorokhodov a navegar a lo largo de la orilla occidental del lago Baikal hasta la desembocadura del río Alto Angará, proporcionándoles como asistente a otro príncipe tungus, Yunoga. Skorokhodov llegó con éxito a la punta norte del Baikal, construyó un asentamiento de invierno allí y comenzó a recabar tributos de la población local. A finales de 1643, Skorokhodov, de regreso al sur con la mitad de sus hombres, fue emboscado por Arkhich Batur (probablemente un buriato), el cual mató a algunos de sus hombres. Doce hombres lograron regresar al ostrog de Verkholensky, mientras que otros dos, llamados Lyovka Vyatchyanin y Maksimka Vyzhegchyanin, viajaron hasta el ostrog de Yeniseisk por el Angará y el Yeniséi. Este último cosaco regresó más tarde al Baikal con el atamán V. Kolesnikov.
El propio Ivanov regresó sano y salvo al ostrog de Verkholensky por el mismo camino que había seguido hasta el Baikal. Creó un documento llamado «La Carta del Baikal y en las tierras y ríos que fluyen al Baikal...» ("Чертеж Байкала и в Байкал падучим рекам и землицам"). Relató historias sobre muchos peces en el lago Baikal y animales marinos en sus costas, y muchos cosacos llegaron posteriormente al Baikal por la vía que él exploró.
En algún momento de su vida Ivanov también sirvió en la parte baja del río Lena en Zhigansk. Entre 1659-1665 se desempeñó en la ostrog de Anadyrsky (fue el siguiente jefe del fuerte después de Semión Dezhniov). En 1660 navegó desde el golfo del Anádyr hasta el cabo Dezhneva. Basándose en sus propias exploraciones y en las exploraciones hechas por Dezhniov y de Popov y en relatos recogidos de los lugareños, Kurbat Ivanov realizó un mapa de Chukotka y del estrecho de Bering, que fue el primero en mostrar la aún entonces por descubrir la isla de Wrangel, ambas islas Diomedes e incluso Alaska. Sin embargo, todas esas tierras, excepto la costa de Chukotka, se mostraban de forma tan esquemática que es poco probable que Ivanov o cualquier otro ruso las hubieran visitado o visto antes. Hasta 1732 Alaska no fue vista por primera vez, haciéndolo la expedición de Iván Fiódorov y Mijaíl Gvózdev y fue registrada documentalmente; la isla de Wrangel fue descubierta mucho más tarde.